# فرغون

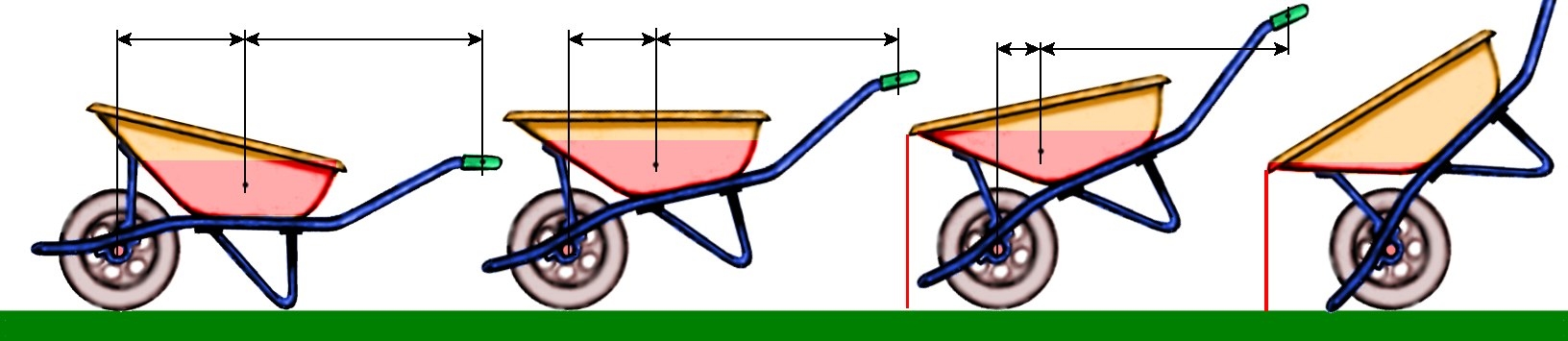
دسته فرقون حکم اهرم را دارد.

چرخ دستی یکی از ماشینهای ساده ،که از اهرم نوع دوم ،برای افزایش نیرو جهت حمل و یا جابجایی جرم مواد است .

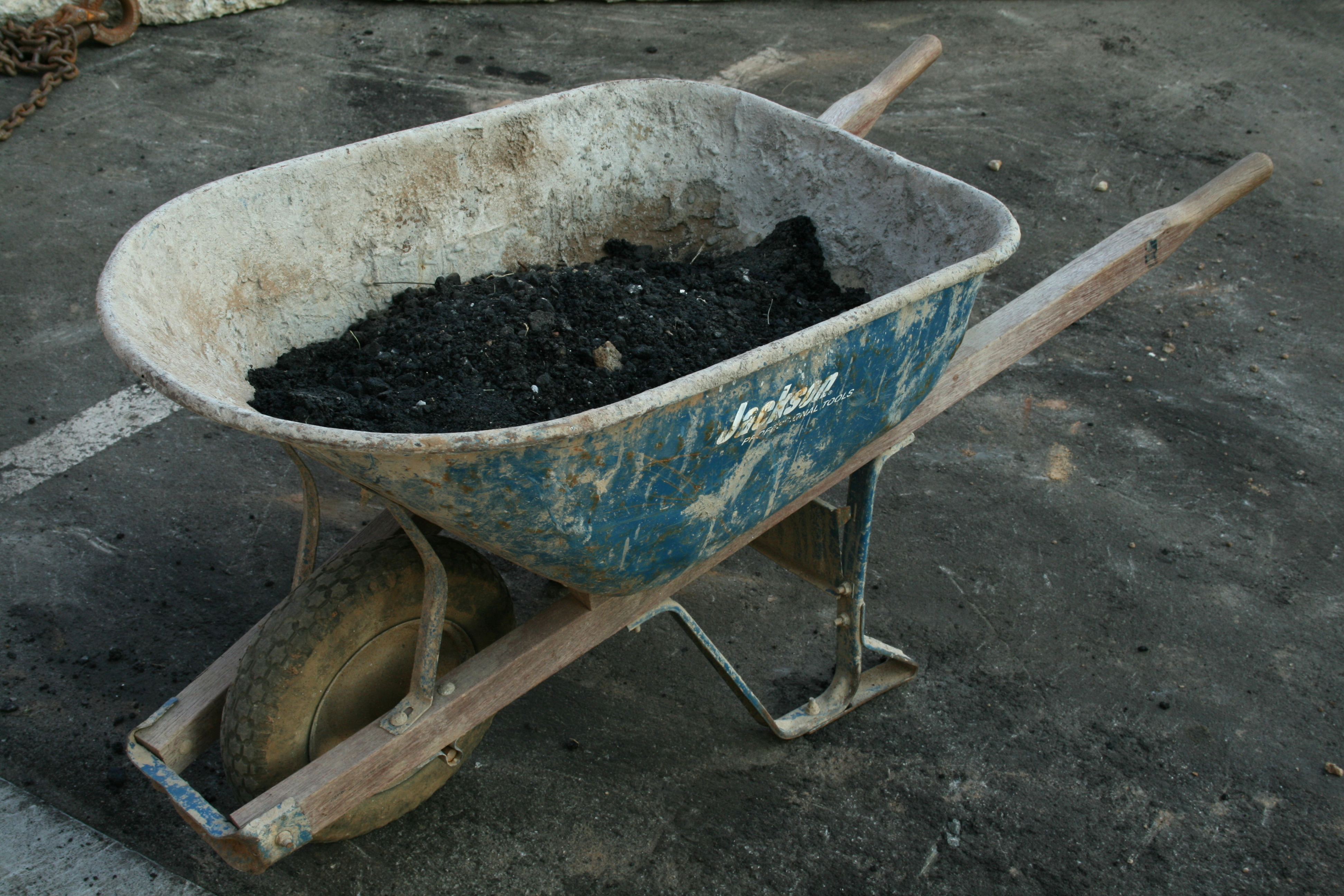
یک فرقون معمولی باغبانی طرح قدیم

اهرم از زمانی که انسان اراده به جابجایی اجسام سنگین نمود اختراع شد البته در طبیعت بکر آن زمان ، اجسام سنگین غیر ازسنگ های بزرگ چیز دیگری نبود و اهرم بیش از یک چوب بلند نبود .
در گذرزمان با گذشت سده ها و هزاره ها ، انسان توانست چرخ را اختراع کند و بشکل ابتدایی که از چوب ساخته بود برای جابجایی مواد استفاده میکرد.
اختراع چرخ دستی را نمیتوان به یک کشور نسبت داد ،چون با توجه به جغرافیای هر محل در هزاره های قبل ،اندیشمندان آن منطقه برای سهولت جابجایی بی شک از وسایل غلطان (گرد ) موجود در طبیعت استفاده مینموده اند.
بهرروی اهرم نوع دوم از دیر باز در ساخت معابد بزرگ و اماکن با شکوه و حتی در زندگی روزمره استفاده میگردیده است.
به حتم جنس اولیه  چرخ دستی از چوب بوده است بعدها بعد کشف آهن و کاربرد وسیع آن در زندگی روزمره ،چرخ چوبی جای خود را به چرخ آهنی تغییر داده است.
و هم اکنون با گذشت هزاره ها فرغون امروزی شکل نوینی از ابزار کهن می باشد.
انواع فرغون بر اساس تعداد چرخ:
- فرغون تک چرخ:     این نوع، رایج‌ترین و سنتی‌ترین نوع فرغون است.     
  - کاربرد: بیشتر برای حمل      بارهای سبک تا متوسط در فضاهای باریک و ناهموار (مانند کارگاه‌های ساختمانی      کوچک، باغ‌ها و مزارع) استفاده می‌شود.
  - مزایا: مانورپذیری بالا،      قیمت متناسب با کاربرد، وزن متعارف.
  - معایب: حفظ تعادل بار      سنگین دشوارتر، ظرفیت حمل بار کمتر نسبت به مدل‌های چند چرخ.
- فرغون دو چرخ:
  - کاربرد: برای حمل بارهای      سنگین‌تر و حجیم‌تر نسبت به فرغون تک چرخ مناسب است. در پروژه‌های ساختمانی      بزرگتر، دامداری، باغبانی حرفه‌ای و کارهای صنعتی کاربرد دارد.
  - مزایا: تعادل بهتر، ظرفیت      حمل بار بیشتر، تخلیه آسان‌تر بار.
  - معایب: مانورپذیری کمتر      نسبت به فرغون تک چرخ، قیمت بالاتر.
- فرغون سه چرخ:     معمولاً دو چرخ در جلو و یک چرخ در عقب و یا برعکس دارند.     
  - کاربرد: مورد استفاده در کارگاه صنعتی، باغبانی و فضای سبز برای حمل خاک، کود و گیاهان      استفاده می‌شوند.
  - مزایا: پایداری خوب، حمل      آسان‌تر در هر نوع سطوح، اعمال نیروی کم.
  - معایب: مانورپذیری محدود.
- فرغون چهار چرخ (چرخ دستی):
  - کاربرد: بیشتر برای حمل      بارهای بسیار سنگین و حجیم در کارخانه‌ها، انبارها و محیط‌های صنعتی استفاده      می‌شوند.
  - مزایا: حداکثر پایداری و      ظرفیت حمل بار، سهولت در حرکت دادن بار.
  - معایب: مانورپذیری بسیار      کم، قیمت بالا، وزن زیاد.

انواع فرغون بر اساس کاربرد:
- فرغون باغبانی:
  - ویژگی‌ها: معمولاً سبک‌وزن، با طراحی مناسب برای حمل خاک، کود، برگ‌ها و گیاهان. ممکن است دارای سینی      پلاستیکی یا فلزی با لبه‌های گرد باشند تا به ریشه‌های گیاهان آسیب نرسد.
- فرغون ساختمانی:
  - ویژگی‌ها: مقاوم و بادوام، با سینی فلزی ضخیم و شاسی تقویت‌شده برای حمل مصالح ساختمانی مانند آجر، سیمان،      ماسه و بتن.
- فرغون صنعتی:
  - ویژگی‌ها: بسیار مقاوم، با ظرفیت حمل بار بالا، ساخته شده از فولاد سنگین. ممکن است دارای ویژگی‌های      خاصی باشند.
- فرغون رفتگری و فضای سبز:
  - ویژگی‌ها: سبک و جادار، با طراحی مناسب برای جمع‌آوری و حمل زباله‌ها، برگ‌ها و شاخه‌های هرس شده.      معمولاً دارای سینی بزرگ و مقاوم در برابر رطوبت و مواد شیمیایی هستند.
- فرغون دامداری:
  - ویژگی‌ها: مقاوم در برابر مواد خورنده، با سینی بزرگ و لبه‌های بلند برای حمل علوفه، خوراک دام و کود.
- فرغون بلوک زنی:
  - ویژگی‌ها: طراحی خاص برای حمل بتن از میکسر تا دستگاه قالب بلوک زنی، با شاسی تقویت‌شده و تایرهای      مقاوم.

انواع تایر فرغون:
- تایر بادی (پنوماتیک):
  - مزایا: حرکت نرم و روان، جذب ضربه بالا، مناسب برای سطوح ناهموار.
  - معایب: احتمال پنچر شدن، نیاز به تنظیم باد.
- تایر توپر (لاستیک جامد):
  - مزایا: عدم نیاز به باد، بدون خطر پنچر شدن، عمر طولانی.
  - معایب: حرکت سفت و خشک، ضربه‌گیری کمتر، مناسب برای سطوح صاف و هموار.
- تایر پیکانی:     نوع خاصی از تایر بادی با آج‌های V     شکل (پیکانی) که برای افزایش چسبندگی و کشش در سطوح نرم و لغزنده طراحی شده‌اند.

نکات مهم در انتخاب فرغون:
- ظرفیت حمل بار:     با توجه به نوع و حجم بارهایی که قصد دارید حمل کنید، فرغونی با ظرفیت مناسب     انتخاب کنید.
- جنس بدنه و سینی:     برای کارهای سنگین، فرغون با بدنه فولادی و سینی فلزی ضخیم انتخاب کنید. برای     کارهای سبک‌تر، مدل‌های پلاستیکی یا آلومینیومی نیز مناسب هستند.
- نوع تایر: با توجه به نوع     سطحی که قرار است فرغون در آن استفاده شود، تایر مناسب را انتخاب کنید.
- ارگونومی: ارتفاع دسته، فاصله     بین دسته‌ها و وزن فرغون باید به گونه‌ای باشد که کار با آن راحت و آسان باشد.

## ساختار
فرقون به شکلی طراحی شده است که وزن بار بین چرخ و فردی که آن را هدایت می‌کند تقسیم شود و این کار باعث می‌شود فرد بتواند بارهای بسیار بزرگ و سنگینی را که خودش به تنهایی قادر به حمل آن نیست حمل کند. این وسیله معمولاً در صنعت ساختمان‌سازی و باغبانی و کشاورزی استفاده می‌شوند. معمولاً ظرفیت حمل بار لاستیک فرقون‌ها ۱۷۰ کیلوگرم است و این می‌تواند با توجه به تغییر نوع لاستیک متغیر باشد. البته قدرت بدنی حامل نیز مهم است.
نوع دوچرخ آن ثبات بیشتری بر روی زمین دارد و احتمال واژگونی آن در هنگام حمل کمتر است در حالی که نوع تک چرخ آن‌ها قدرت مانور بیشتری در فضاهای کوچک دارد و همچنین روی تخته‌های ضخیم و زمین‌های ناهموار و با شیب تند و همچنین در مواقعی که بار به شکل ناموزونی روی آن قرار گرفته باشد سودمندتر است. همچنین نوع تک چرخ آن اجازه کنترل بیشتری را به فرد در هنگام خالی کردن بار آن می‌دهد.

## پیشینه
در ایران فرقون برای کارهای بنایی، ساختمانی و نیز در کارخانجات و کارگاه‌های صنعتی کاربرد فراوانی دارد. در لغتنامه دهخدا هیچ اشاره‌ای به این کلمه نشده است. فرم رایج کلمه فرغون می‌باشد اما نوشتن آن به صورت فرقون بلامانع است.

## در چین
نخستین کسی که توصیفاتی که از فرقون‌های تک‌چرخ چینی مشاهده کرده است شخصی به نام ژان واوو فنگ مربوط به سدهٔ دوم فرمانروایی دودمان هان است. این توصیفات در دیوارنگاره‌های آرامگاه‌های هان به چشم می‌خورد.
این دیوارنگاره که مردی را در حال حرکت دادن یک فرقون نشان می‌دهد در آرامگاه فن فوجان در استان سیچوآن یافت شده است که تاریخ آن سال ۱۵۰ پس از میلاد است.

## زنبه
نوع دستی و بدون چرخ فرقون، زَنبه نام دارد. زنبه را در قدیم زنبر و زنبل و خاک‌کش نیز می‌گفتند.
زنبه ابزاری چوبین به شکل مکعب مستطیل است که سطح فوقانی آن باز است و در آن خاک، خشت و مانند آن گذاشته و از جایی به جایی می‌برند. گونه‌ای از زنبه نیز مانند نردبان دوپایه است که میان آن را به ریسمان یا نوار چرمی می‌بافند و از خاک و خشت و امثال آن پر می‌کنند و دو نفر آن را برداشته از جایی به‌جایی می‌برند.